# 绍拉文丹
绍拉文丹（Sholavandan）是印度泰米尔纳德邦馬杜賴縣的一个城镇。总人口21661（2001年）。

## 人口
该地2001年总人口21661人，其中男性10845人，女性10816人；0—6岁人口2286人，其中男1168人，女1118人；识字率71.79%，其中男性为79.01%，女性为64.54%。